# GWA Tennis Classic 1983
Il GWA Tennis Classic 1983 è stato un torneo di tennis giocato sul sintetico indoor. Il torneo si è giocato a Brisbane in Australia dal 3 al 9 ottobre 1983.

## Campioni

### Singolare
Pat Cash ha battuto in finale  Paul McNamee con il punteggio di 4–6 6–4 6–3

### Doppio
Pat Cash /  Paul McNamee hanno battuto in finale  Mark Edmondson /  Kim Warwick con il punteggio di 7–6, 7–6